# Avidyā
Avidyā (sanskrit IAST ; devanāgarī : अविद्या ; pāli : avijjā; chinois : wúmíng 无明; tibétain : ma rig pa ; japonais : mumyō 無明), signifie « confusion », « ignorance ». Dans l'hindouisme, c'est d'abord l'ignorance de sa véritable nature recouverte par les obscurcissements successifs de la conscience pure (le Soi) produits par le désir et l'attachement. Dans le bouddhisme, avidyā est la première étape de la chaîne des causes (pratītyasamutpāda) de la souffrance (duḥkha) et l'un des Trois poisons.

## Hindouisme
Selon Tagore : « Dans la pensée typique de l’Inde, on considère que pour l’homme la vraie délivrance [nirvāṇa] est celle qui le fait sortir d’avidyā, l’ignorance. C’est la destruction, non pas de quelque chose de positif et de réel – ce qui serait irréalisable – mais de ce qui est négatif et obstrue notre vision de la vérité. C’est seulement lorsque cette obstruction, qui est l’ignorance, est écartée, que la paupière est soulevée, ce qui n’est pas une perte pour l’œil. C’est notre ignorance qui nous fait croire que notre moi, en tant que moi, est réel, et qu’il possède en soi sa pleine signification. [...] C’est donc uniquement l’avidyā qui fait du moi une chaîne pour nous ; elle nous fait croire qu’il est une fin en soi, et nous empêche de voir qu’il renferme l’idée qui dépasse les limites mêmes de ce moi. »

### Advaita Vedānta
Dans l'Advaita Vedānta, avidyā est l'ignorance de la vraie nature des choses. Elle a deux effets : elle cache d'abord la réalité (avarana-śakti, pouvoir d'obnubilation) et elle fait apparaître autre chose à la place (viksepa-śakti, pouvoir de projection). Avidyā est en relation avec le jīva (l'individualité empirique) et relève de Māyā , le principe de l'illusion cosmique : avidyā est "son conditionnement spécifique, son aspect particularisé". Avidyā est lié au jeu du mélange et du déséquilibre des trois qualités (sattva, rajas et tamas) de la matière primordiale (Prakṛti) dans laquelle Brahman se reflète et correspond à Kāraṇa śarīra.
Les philosophes qui suivirent Ādi Śaṅkara distinguent souvent une ignorance individuelle (tūla-avidyā) et une ignorance universelle (mūla-avidyā), distinction que rejette Shankara. Dans l'état de veille ou dans le rêve, avidyā pratique des divisions au sein de la conscience, elle est à l'origine à la fois de la division sujet/objet, qui cache la réalité non-duelle, et du concept de causalité, comme conditionnement qui affecte le mental à l'état de veille. Elle n'a pas d'origine, étant illusoire, et elle maintient l'individu dans le saṃsāra.

### Sāṃkhya Yoga
Dans les Yoga Sūtra de Patañjali, avidyā est l'un des cinq facteurs qui sont la cause des afflictions (kleśa). Il est également lui-même à l'origine des quatre autres facteurs qui sont asmitā: l'égoïsme, rāga: la passion, dvesha: l'aversion, et, abhinivesha: l'amour-propre. Avidyā est due à l'identification du sujet ou du voyant avec l'objet de la perception ou de la conception.

## Bouddhisme
- Avidyā est, avec le désir et la haine, l'un des Trois Poisons ; cependant, elle est à l'origine des deux autres. L'ignorance est donc une passion, mais une passion toute faite d'illusions, et qui cause tous les désirs ;
- Avidyā est le premier maillon de la coproduction conditionnée, qui décrit le conditionnement de tous les phénomènes. Dans ce cycle de douze maillons l'ignorance n'est pas la cause de tous les phénomènes conditionnés. Simplement, dans la coproduction conditionnée, l'ignorance conditionne les activités volitionnelles, samskara ;
- Avidyā est le dernier des dix liens, samyojana, qui retiennent les « êtres » prisonniers des renaissances dans le samsara (Saṃsāra). Lorsque la pratique amène à affaiblir voire détruire ces liens, comme l'orgueil, l'ignorance est le dernier à céder, car il conditionne tous les autres.

### Theravāda
Dans le bouddhisme theravāda, avidyā (pāli : avijja) est la « source primordiale de tous les maux de ce monde ». Un synonyme est moha (skt. et pa. ; devanagari : मोह ; « égarement »). C'est  : 
- la méconnaissance des quatre nobles vérités : ignorer duḥkha, ainsi que son origine, sa cessation et son remède ;
- non seulement l'ignorance de la souffrance impliquée par tout phénomène conditionné, mais également des autres particularités qui forment, avec la souffrance, les trois caractéristiques de l'existence, à savoir l'impermanence et l'impersonnalité ;
- l'ignorance de la coproduction conditionnée ;
- l'ignorance du karma qui est associé à toute intention.

L'ignorance fait donc apparaître la vie comme satisfaisante, durable, et comme propriété d'individus, là où il n'y a que phénomènes insatisfaisants, éphémères et sans soi.

### Mahāyāna
Dans le bouddhisme mahāyāna, l'avidyā est l'ignorance de la vacuité. Les phénomènes sont vides ; ils peuvent être compris comme illusoires, trompeurs, ce qui correspond au premier enseignement de la vacuité, dans le bouddhisme Madhyamika ; mais les phénomènes peuvent aussi être compris comme pure manifestation de la conscience, ce qui correspond à l'enseignement de la vacuité dans le Cittamatra.
Dans l'Atiyoga, ou Dzogchen, l'avidyā est spécifiquement la non-reconnaissance de sa nature primordiale, vidyā ou rig pa en tibétain.

## Source
Philippe Cornu, Dictionnaire encyclopédique du bouddhisme [détail des éditions]

## Citation
- L'ignorance, l'origine du mal et de la souffrance est une « possibilité » qui par là même se trouve appelée à s'exprimer. L'ignorance apparaît au sein de la connaissance mais n'appartient pas à la nature ultime de la connaissance. Sa nature est illusoire. De ce fait, quand la connaissance est réalisée, il ne s'est en réalité rien passé. (...) l'ignorance est une méprise accidentelle, un oubli soudain qui ne change rien à la nature ultime de l'esprit, mais crée une chaîne d'illusions, comme le cauchemar ne change rien au fait que l'on est confortablement allongé dans le lit mais n'en peut pas moins engendrer une grande souffrance mentale. (...) celui qui se réveille n'a nul besoin d'explications pour comprendre la nature illusoire de son rêve. (Matthieu Ricard, Le Moine et le Philosophe)